# Microlicia leucantha
Microlicia leucantha är en tvåhjärtbladig växtart som beskrevs av Charles Victor Naudin. Microlicia leucantha ingår i släktet Microlicia och familjen Melastomataceae. Inga underarter finns listade i Catalogue of Life.